# Сущук Микола Володимирович
Мико́ла Володи́мирович Сущу́к — старший солдат Збройних сил України.

## Короткий життєпис
Закінчив Новоград-Волинську ЗОШ № 9. Відслужив строкову службу в 30-й бригаді, залишився за контрактом. На фронті з весни 2014-го, навідник, 30-та окрема механізована бригада.
12 лютого 2015-го зник безвісти в часі бою біля Логвинового на трасі Дебальцеве — Артемівськ, підрозділ мав завдання допомогти вийти воякам із оточення; танк підірвався на міні. 12 лютого 2015-го частини ЗСУ займають штурмом частину Логвинового та розблоковують трасу Бахмут — Дебальцеве, в селі залишилися осередки опору, які придушуються; частини батальйону «Донбас» проводять зачистку селища і прилеглої ділянки траси. Танкісти у 20-хвилинному бою під Логвиновим ліквідували щонайменш 8 російських Т-72 5-ї танкової бригади, з українського боку втрати в техніці становили 2 танки батальйону «Донбас», у 30-ї бригади — 2 танки та БМП. БМП, у якій пересувався Володимир Панчук, потрапила в засідку терористів, вояки зайняли оборону та довго стримували противника, запобігши потраплянню в кільце та нападу на військову колону. Попри перевагу противника в живій силі, група змогла ліквідувати в бою понад 20 терористів.
Був прикопаний біля танка, у якому згорів, Микола і ще один вояк. У тому бою полягли вояки батальйону «Донбас» Андрій Камінський, Роман Мельничук, Володимир Самойленко, Володимир Панчук, Анатолій Поліщук, старший лейтенант 79-ї бригади Ігор Марквас, поранень зазнав Михайло Левківський.
Упізнаний серед загиблих за експертизою ДНК. Без Миколи залишилися батьки, двоє маленьких дітей. 23 червня 2015-го похований в місті Новоград-Волинський, на Алеї Слави міського кладовища.

### Нагороди
За особисту мужність і героїзм, виявлені у захисті державного суверенітету та територіальної цілісності України, вірність військовій присязі під час російсько-української війни, відзначений — нагороджений
- 13 серпня 2015 року — орденом «За мужність» III ступеня (посмертно).